# Черни Вит сир
Черни Вит је бугарски сир који се искључиво производи у и око истоименог села у општини Тетевен, у области Ловеч. Направљен од овчијег млека, сир има зелену боју коре и карактеристичан укус. То се дешава природно због специфичних услова у региону и технологије производње. Произведен вековима, сир је скоро изумро 2000-их док га представници Slow Food-а нису поново открили и популаризовали.

## Историја
Сир се континуирано производи у Черном Виту, селу у северном подножју Старе планине, већ неколико векова. Међутим, у прошлости су мештани сматрали да је буђ отровна, јер су често бацали буђаве шарже сира, сматрајући да је то нежељени ефекат производње сира. Иако је био веома популаран у селу средином 20. века, 70-их је зелени сир брзо почео да нестаје због замене дрвених бачви потребних за калуповање пластичним лименкама. Почетком 21. века зелени сир је престао да се производи и скоро је нестао.
2007. са председником општине Черни Вит Цветаном Димитровом су се јавили италијански представници покрета Slow Food који су се распитивали о традиционалним јелима из села која су у опасности да нестану. Димитров је на крају открио само комад зеленог сира величине кутије шибица који је био сачуван у подруму једног старијег пара који је живео у брдима изнад села. Италијани су били импресионирани зеленим сиром и представљен је на међународном фестивалу у Брау на одличном пријему. Према речима представника Slow Food-а, сир Черни Вит је једини традиционални сир на Балкану 
Од 2009. сир није комерцијално доступан у Бугарској нити се комерцијално извози из земље. То је због административних препрека које забрањују фармама директну продају млечних производа осим ако их не одобре ветеринарске службе.

## Опис
Сорта сира Черни Вит се прави од овчијег млека по основној технологији. Специфични природни и временски услови Балканских планина код села Черни Вит веома су важни за његову производњу. То је веома мекан сир густог, љутог укуса и специфичне, богате ароме. Сир је изнутра сребрно-бео прекривен природно формираном зеленом кором од буђи. У суштини, сир Черни Вит је врста белог сланог сира (сирена) модификованог растом буђи.
Зелени Черни Вит се прави у дрвеним бачвама, које омогућавају да део саламуре испари кроз дрво, доприносећи стварању коре буђи. Други фактори који доприносе укусу сира су влажност ваздуха, ниске зимске температуре  и значајна амплитуда између дневне и ноћне температуре. Сир такође има садржај протеина који се разликује од сирева из других бугарских региона. За припрему сира користи се млеко каракачанске овце и абориџинске тетевенске овце.
Процес производње сира Черни Вит почиње у лето (после Ђурђевдана), када овце пастири воде на високе планинске пашњаке. Када се овце врате у септембру или октобру, сир, већ стављен у дрвене бачве, чува се у влажним подрумима у селу, на температури од 10 до 12 °C . Буђ се развија на површини сира тек након отварања бачви.